# Finca Drax Hall
La Finca Drax Hall (en inglés: Drax Hall Estate) es una plantación de caña de azúcar situada en la parroquia de Saint George, en la isla caribeña de Barbados. Drax Hall fue el primer lugar de Barbados en el que se cultivó caña de azúcar, y ha pertenecido a la familia Drax desde la década de 1650.

## Historia
Drax Hall se alza en el mismo lugar en el que los hermanos James y William Drax, pioneros de la colonización inglesa de Jamaica, cultivaron caña de azúcar por primera vez en la historia de Barbados, en 1642. En la década de 1650, los hermanos Drax construyeron la mansión Drax Hall, que le da su nombre a la finca. Dicha mansión se edificó conforme a los preceptos de la arquitectura jacobina, con un tejado a dos aguas, esquinas rematadas, ventanas de tragaluz abatibles y un arco de madera de almácigo tallada con una escalera monumental en el vestíbulo; es una de las tres mansiones de estilo jacobino que aún se conservan en el hemisferio occidental, junto con otra mansión jacobina en Barbados y la mansión Bacon's Castle en Virginia, Estados Unidos.
Para el año 1680, un descendiente de los hermanos Drax, llamado Henry Drax, se había hecho con la propiedad de las mayores plantaciones azucareras de Barbados, en la zona de la parroquia de Saint John. Como plantador-terrateniente y mercader de azúcar, Henry Drax contrató a un agente para que representase sus intereses comerciales en Bridgetown, la capital de Barbados. Gracias a sus plantaciones con mano de obra esclava, la familia Drax amasó una fortuna que le permitió adquirir la mansión de Charborough House en Dorset, Inglaterra. En 1832, la plantación de Drax Hall albergaba 275 esclavos que producían 300 toneladas de azúcar y 140 toneles de ron anuales.
Pese a que Drax Hall todavía funcionaba como plantación de azúcar en 2011, la caña de azúcar ya no se prensaba in situ, dado que su molino azucarero dejó de funcionar en 1937. La mansión no se encuentra abierta al público, pero sí lo están sus jardines, que abarcan buena parte de la mitad oriental de la parroquia barbadense de Saint George. A fecha de 2020, el parlamentario británico Richard Drax ostentaba la titularidad de la finca Drax Hall, que había heredado de su padre, el expolítico británico Henry Walter Plunkett-Ernle-Erle-Drax (1928–2017).
Entre 2020 y 2021, el pasado esclavista de la familia de Richard Drax suscitó controversias tanto en Barbados como en Reino Unido: algunos activistas barbadenses exigieron que Drax Hall se abriese al público como un museo sobre la esclavitud, mientras que el periódico británico The Guardian publicó un reportaje sobre las cuantiosas compensaciones que percibieron los antepasados de Richard Drax al liberar a sus esclavos en 1836, después de que el Parlamento británico aboliera la esclavitud. Según el historiador afrocaribeño Hilary Beckles, unos 30 000 esclavos fallecieron en la plantación Drax Hall durante los primeros 200 años de su historia.